# Rigny-la-Salle
Rigny-la-Salle is een gemeente in het Franse departement Meuse (regio Grand Est) en telt 323 inwoners (1999). De plaats maakt deel uit van het arrondissement Commercy.

## Geografie
De oppervlakte van Rigny-la-Salle bedraagt 10,4 km², de bevolkingsdichtheid is 31,1 inwoners per km².
De onderstaande kaart toont de ligging van Rigny-la-Salle met de belangrijkste infrastructuur en aangrenzende gemeenten.

## Demografie
Onderstaande figuur toont het verloop van het inwonertal (bron: INSEE-tellingen).